# Лютеранська церква Спасителя в Єрусалимі
31°46′40″ пн. ш. 35°13′50″ сх. д. / 31.777777777778° пн. ш. 35.230555555556° сх. д.
Лютеранська церква Спасителя (івр. כנסיית הגואל, араб. الكنيسة اللوثرية في القدس, нім. Erlöserkirche) — друга протестантська церква в Єрусалимі (першою була церква Христа біля Яффських воріт). Це власність Євангельського Єрусалимського Фонду, одного з трьох фондів Євангельської Церкви Німеччини (EKD) у Святій Землі. Побудована між 1893 і 1898 роками архітектором Паулем Фердинандом Гротом за проектами Фрідріха Адлера в райні Муристан Старого міста Єрусалима. Церква Спасителя зараз обслуговує лютеранські конгрегації, які відправляють богослужіння арабською, німецькою, данською та англійською мовами. Церква разом із прилеглою будівлею настоятеля є резиденцією настоятеля німецьких протестантських служінь у Святій Землі («Evangelisch in Jerusalem»). Вона також служить штаб-квартирою єпископа Євангелічно-лютеранської церкви в Йорданії та Святій Землі.

## Історія
Побудована на землі, наданій королю Пруссії Вільгельму I (після 1870 року кайзеру Вільгельму I) з нагоди участі останнього в урочистому відкритті Суецького каналу в 1869 році султаном Османської імперії Абдул-Гамідом II, церква була побудована з 1892 по 1898 рік на місці старої церкви Св. Марії Малої.  
Кайзер Вільгельм II особисто був присутній на освяченні церкви 31 жовтня 1898 року (День Реформації), коли він і його дружина Августа-Вікторія стали першими західними правителями, які відвідали Єрусалим. Для освячення церкви кайзер в'їхав у місто верхи на коні через дві спеціально зроблені церемоніальні арки, одну подарувала Османська імперія, а інша була подарунком від місцевої єврейської громади. Церкву освятили на День Реформації 1898 року. 
Церква Спасителя була закрита для богослужінь з кінця травня 1940 року до 1950 року, коли спочатку в ній відновила богослужіння палестинська лютеранська конгрегація, а пізніше німецька євангельська конгрегація.
У саду біля костелу є меморіал, що вказує на місце розташування першого шпиталя госпітальєрів Ордену Лицарів Святого Іоанна.

## Галерея

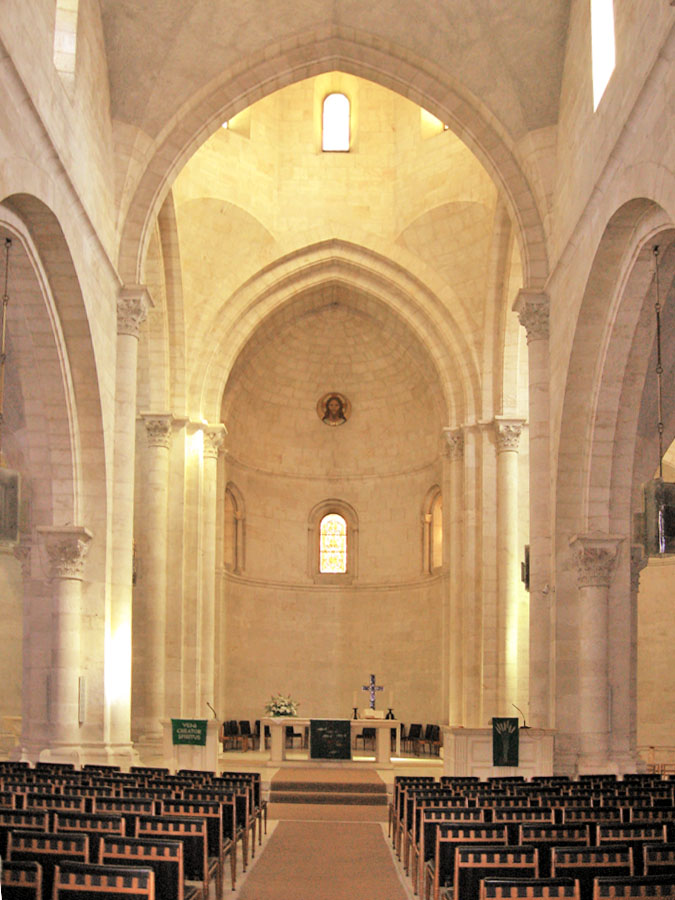
Інтер'єр церкви Спасителя
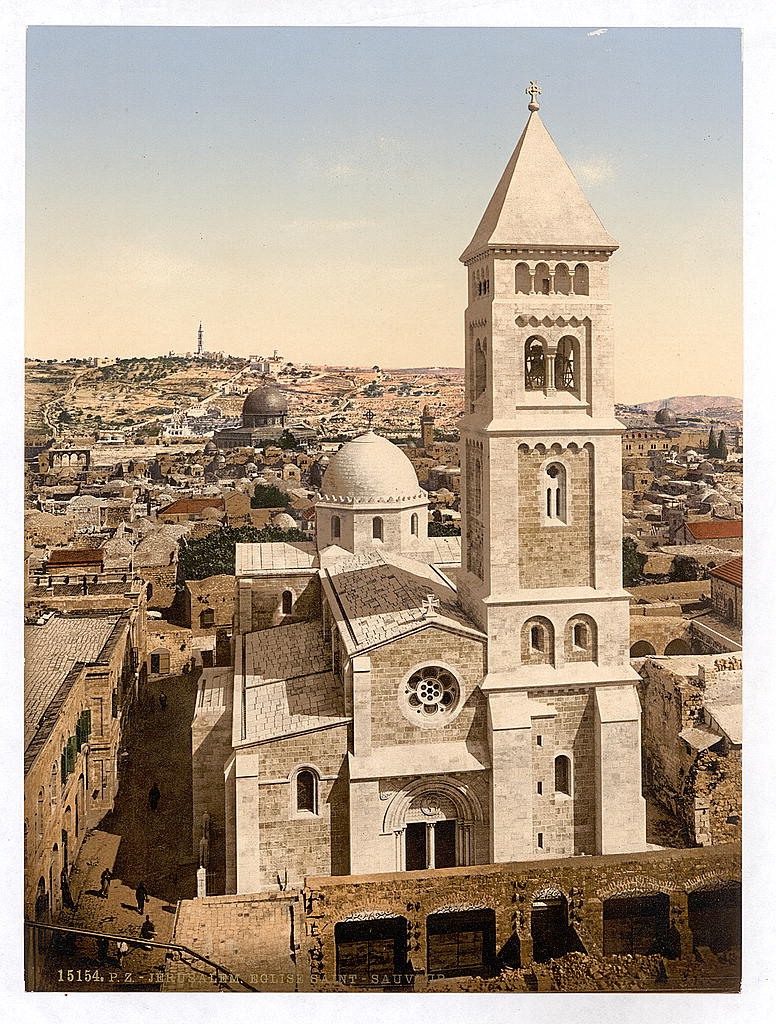
Церква Спаса Близько 1900 року.
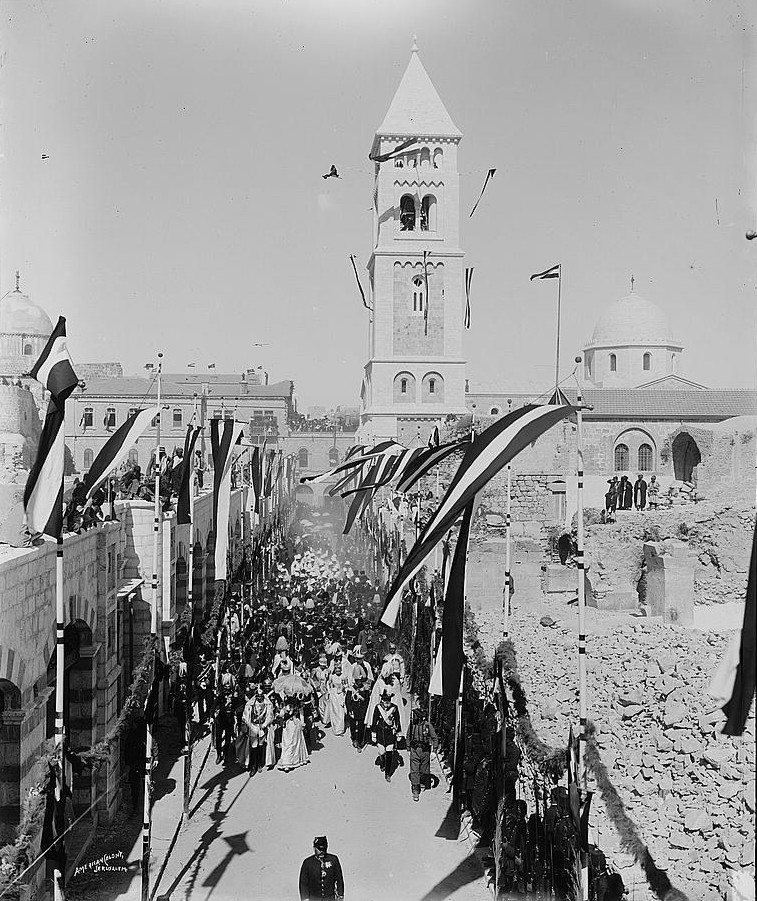
Імператор Вільгельм II, який був верховним губернатором євангельської церкви старих провінцій Пруссії, та імператриця Августа Вікторія після урочистого відкриття євангельської церкви Спасителя в Єрусалимі ( День Реформації, 31 жовтень 1898 р.).